# Eugenio Percossi
Eugenio Percossi (* 1974 Avezzano, Itálie) je výtvarný umělec italského původu, který žije a pracuje převážně v Česku. Nejčastěji vystavuje v Praze a Římě.

## Život a dílo
Jeho velmi emotivní způsob zobrazení má častou tematiku v úzkosti a depresi. Z období psychické krize umělec vytěžil díla, jako jsou televizní ovladač, krabičky antidepresiv, joint nebo pohovka. Často zobrazuje vlastně sama sebe. Pro motiv jeho děl je příznačná nejen fascinace smrtí, ale i skrytá symbolika kolem. Velmi úspěšné například byly jeho snímky mraků v podobě lidských lebek, shlížející z oblohy dolů,, které vystavoval v prostorách Galerie Jelení. Důležitá schopnost se objevuje v zobrazení podstaty skrytého sdělení. Percossi má široký záběr od malby a plastiky po snímky, živé rostliny až ke konceptuálnímu umění. V podstatě dokazuje, že umění v jeho podání nemá žádné hranice.

## Výstavy

### Samostatné výstavy
- 2012
  - Takmer koniec, (s Borisem Sirkou), Kurátor: Michal Stolárik, galerie Make Up, Košice
  - A conversation, (s Amande In), galerie Hit, Bratislava
- 2011
  - Love, kurátor: Dušan Zahoránský, galerie Kostka, Praha
- 2010
  - A parole, kurátor: Sabrina Vedovotto, Ugo Ferranti Gallery, Řím
  - Sto lat, kurátor: Piotrek Stasiowski, Studio BWA, Wroclaw
- 2009
  - I don't wanna die but I ain't keen on living either, Karlínské studio, Praha
  - Neurotic, kurátor: Dominik Lang, galerie Jelení, Praha
- 2008
  - Black and White, RARE Gallery, New York
  - Video Screening, kurátor: Sabrina Vedovotto, a 26cc net project, Řím
- 2007
  - Christmas 07, kurátor: Aurora Kiraly, galerie Noua, Bukurešť
  - COMING IN / COMING OUT OF LIFE (s J. Davidem), kurátorem: Zuzana Horvatovičová, MAClaboratory muzeum současného umění, Řím
- 2006
  - Intervallo, kurátorem: Martin Dostal, Východočeská galerie, Pardubice
  - Cento di questi giorni, kurátorem: Emanuela Nobile Mino, galerie Estro, Padova
  - forever, Karlínské Studio, Praha
- 2005
  - b/w, galerie Jiří Švestka, Praha
  - Christmas, kurátor: Emanuela Nobile Mino, Řím
  - Escape, kurátor: Genny Di Bert, Italská ambasáda, Praha
- 2004
  - Christmas, kurátor: Emanuela Nobile Mino, galerie Estro, Padova
  - Escape, kurátor: Stefano Verri, galerie Alidoro, Pesaro
  - The end, kurátor: Mark St.John Ellis, galerie Ashford, Irská královská akademie, Dublin
- 2003
  - Sisters 01, kurátor: Emanuela Nobile Mino, galerie Sisters, Řím
- 2002
  - Life, kurátor: Angela Madesani, galerie Estro, Padova
  - The end, galerie Radost, Praha

### Společné výstavy
- 2012
  - Maloval hlavolam, kurátor: Tereza Severová, Galerie NoD, Praha
  - O nude, kurátor: Dorota Kenderová a Jaro Varga, Tabačka Kulturní Fabrika, Košice
  - Black and white, Bílá noc 12, kurátor: Zuzana Pacáková, Galerie Pecka, Košice
  - Homo mathematicus, kurátor: Milan Mikuláštík, Galerie NTK, Praha,
- 2011
  - Ente Comunale di curated Consumo, kurátor: Claudio Libero Pisano, Gipsoteca, Řím
  - Petit mort, Recollections of a Queer public, projektoval: Carlos Motta
  - Lubin-Levy, New York,
  - Koncentrát IV."Made by readymade" krurátor: LPJT Válka, Chemická galerie, Praha
  - Echoes of Eco, kurátor: Antonio Geusa, Moskva
  - Artbanka museum of young art, kurátor: Radek Wohlmuth, Praha
  - Librarianism, kurátor: Milan Mikuláštík, Galerie NTK, Praha
  - Death is cool, Padiglione Italia nel Mondo, Venice Biennal 2011,Italian institut of Prague
  - Echoes of Eco, kurátor: Antonio Geusa, Čtvrtý mezinárodní zimní festival umění v Soči.
  - Winter Theatre, Soč, Ruská Federace,
  - NY/PRG 6, kurátor: Omar Lopez-Chahoud, Czech center, New York
- 2010
  - Vánoční Veletrh Umění, kurátor: Ondřej Chrobák, GASK, Kutná Hora
  - Ente comunale di consumo, kurátor: Claudio Libero Pisano, CIAC, Genazzano,
  - One day you will loose it all, kurátor: Kryštov Kintera a Denisa Václavová, ÚLUV, Praha
  - Body limits, kurátor: Milan Mikuláštík, Galerie NTK, Praha